# Ruby Baby
«Ruby Baby» es una canción compuesta por Jerry Leiber y Mike Stoller. Originalmente, la canción fue interpretada por the Drifters. La versión más conocida de la canción es una grabación por el cantautor estadounidense Dion.

## Versión de Billy “Crash” Craddock

### Antecedentes, lanzamiento y recepción de la crítica
El cantante estadounidense de country Billy “Crash” Craddock grabó la canción para su álbum Rub It In, llamado así por su sencillo número uno del mismo nombre. La canción se grabó en los estudios Woodland Sound, en Nashville, Tennessee. Ron Chancey produjo la canción mientras que Tom Semmes y Rick Horton se desempeñaron como ingenieros de audio. «Ruby Baby» se publicó en octubre de 1974 como el segundo y último sencillo del álbum. Un escritor no especificado de la revista Cash Box elogió el “arreglo enérgico y roquero” de la canción y encontró que “[los] violines le da un sabor country, mientras que los vientos y los coristas hacen que todo fluya”.

### Rendimiento comercial
En Estados Unidos, «Ruby Baby» debutó en el puesto número 76 de la lista Hot Country Singles de la revista Billboard durante la semana que terminó el 9 de noviembre de 1974, donde se desempeñó como el debut más alto de la edición. Después de escalar de manera constante la lista durante diez semanas consecutivas, encabezó la lista el 11 de enero de 1975, donde desplazó la canción de George Jones, «The Door», de la posición más alta. «Ruby Baby» salió de la lista Hot Country Singles el 8 de febrero en la posición número 64; en total, pasó catorce semanas consecutivas entre los rankings de la lista. En la lista de sencillos de todos los géneros, «Ruby Baby» alcanzó el puesto número 33 el 4 de enero.

### Lista de canciones
7-inch single – ABC ABC-12036
1. «Ruby Baby» – 2:37
2. «Walk When Love Walks» – 3:02

### Posicionamiento
| Gráfica (1975)                                 | Pico de posición |
| ---------------------------------------------- | ---------------- |
| Canadá (RPM Top Singles)                       | 78               |
| Canadá (RPM Pop Music Playlist)                | 45               |
| Canadá (RPM Country Playlist)                  | 2                |
| Estados Unidos (Billboard Hot 100)             | 33               |
| Estados Unidos (Billboard Hot Country Singles) | 1                |
| Estados Unidos (Cash Box Top 100 Singles)      | 50               |
| Estados Unidos (Cash Box Country Top 75)       | 1                |